# Campanha (Minas Gerais)
Pour les articles homonymes, voir Campanha.
Campanha est une municipalité brésilienne de l'État du Minas Gerais et la microrégion de Varginha.